# Рыхновский, Иржи
Иржи Рыхновский (чеш. Jiří Rychnovský, лат. Georgius Rychnovius; между 1540 и 1545, Рихнов-над-Кнежноу — 1616, Хрудим) — один из ведущих богемских (чешских) композиторов эпохи Возрождения и раннего барокко.

## Биография
Информации о жизни Иржи Рыхновского мало. Первое упоминание о нём датируется 1564 г., когда он был зачислен на учёбу в Карлов университет в Праге , вместе с несколькими другими будущими композиторами, такими как Ян Троян Турновский и Павел Йистебницкий.
С 1570 года работал в Восточном Хрудиме, сначала, как органист и кантор, позже стал хормейстером в местной деканской церкви, также возглавлял местное литературное братство.
В 1606 был органистом в Пражской церкви св. Индржиха и принадлежал к кругу гуманистов.

## Творчество
Иржи Рыхновский — композитор духовной музыки. Автор ряда месс и мотетов на латинском и чешском языках для нужд чешской каликстинской церкви.
В своём композиторском творчестве развивал полифонию и достиг большого мастерства, сочетая упрощенный контрапункт с тематическим материалом чешского происхождения. Его передовые знания европейского многоголосия раскрывают закономерности и стремление к самовыражению.
Сохранилось несколько месс (например, Missa super Et valde mane) и мотет (Znamenej křesťan věrný) в рукописях и очень часто только во фрагментарной форме.
Некоторые его композиции сохранились в рукописях литературного общества св. Михаила в Нове-Место (Прага).

## Важнейшие сочинения
мессы
- Missa super «Dum complerentur».
- Missa super «Et valde mane».
- Missa super «Maria Magdalena».
- Missa super «Quem vidistis pastores».
- Missa super «Tu es Petrus» (фрагмент).
- Missa sine nomine (фрагмент).
- My všickni věříme.
- Officium De Adventu Domini (фрагмент).
- Officium Resurrectionis (фрагмент).
- Officium de Sancto Spiritus.
- Officium Conversionis Pauli (фрагмент).
- Officium Sancti Petri et Pauli (фрагмент).
- Officium M. Joannis Hussii et M. Hieronymi (фрагмент).
- Officium Dedicationis templi.

Мотеты на латинском языке
- Christus in afflictis mea nunc et ecce corona (фрагмент).
- Christus natus est nobis (фрагмент).
- Cum rex gloriae Christus (фрагмент).
- Decantabat populus laudem.
- Ego sum qui sum et consilium meum (фрагмент).
- Exaudi nos Domine, quoniam benigna est misericordia tua (фрагмент).
- Fluxa facet fatuos fortes fortuna (фрагмент).
- Fortunam Deus ipse regit (фрагмент).
- Martinus epicopus (фрагмент).
- Parva solent homini properanti (фрагмент).
- Primum quaerite regnum Dei.
- Regem praecursoris Domini (фрагмент).
- Rex superum

Si Deus pro nobis quis contra nos (фрагмент).
Spes mea est Christus (neúplné).
Surrexit enim sicut dixit Dominus (фрагмент).
Unda nocet flammis (фрагмент).
Мотеты на чешском языке
- Bože Otče sešliž nám (фрагмент).
- Jezu Kriste Vykupiteli (фрагмент).
- Když jsi v štěstí prohlídej k konci (фрагмент).
- Nastal nám den veselý (фрагмент).
- Poděkujmež Otci nebeskému (фрагмент).
- Poprosmež my všickni Ducha svatého (фрагмент).
- Povážitiť sluší člověče milý (фрагмент).
- Prorokovali proroci co se stalo o půlnoci (фрагмент).
- Temnosti staly jsou se po všeliké zemi (фрагмент).
- Zkroč z cesty zatracení (фрагмент).
- Znamenej křesťan věrný.